# Aleksandr Tiumentsev
Aleksandr Tiumentsev, ros. Александр Тюменцев (Aleksandr Tiumiencew) (ur. 4 października 1983 w Achtubinsku) – hiszpański piłkarz ręczny pochodzenia rosyjskiego, środkowy rozgrywający.
Będąc zawodnikiem klubu Bidasoa Irun zdobył w rozgrywkach Pucharu EHF 34 bramki. W latach 2007–2009 występował w Ciudad de Almería. Od 2009 był graczem Naturhouse La Rioja, w barwach którego rzucił w Pucharze EHF 74 gole, a w sezonie 2013/2014 zadebiutował w Lidze Mistrzów. W latach 2011–2014 rozegrał w lidze ASOBAL 63 mecze, w których zdobył 221 bramek. W lipcu 2014 podpisał roczny kontrakt z Wisłą Płock. W sezonie 2014/2015 zdobył dla polskiego klubu 34 goli w Lidze Mistrzów. Latem 2015 przeszedł do Mieszkowa Brześć. W marcu 2017 rozwiązał umowę z białoruskim klubem (rozegrał w nim 59 meczów, w których zdobył 119 bramek).
Syn rosyjskiego piłkarza ręcznego Andrieja Tiumiencewa, mistrza olimpijskiego z Seulu (1988) i wicemistrza świata z Czechosłowacji (1990) w barwach Związku Radzieckiego.

## Sukcesy
Mieszkow Brześć
- Mistrzostwo Białorusi: 2015/2016
- Puchar Białorusi: 2016